# Luis Amaranto Perea
Luis Amaranto Perea Mosquera (* 30. Januar 1979 in Turbo) ist ein kolumbianischer Fußballtrainer und ehemaliger -spieler.
Der Verteidiger begann seine Profikarriere 2000 bei Independiente Medellín in Kolumbien. 2003 wechselte er für ein Jahr zu den Boca Juniors nach Buenos Aires, um von Argentinien aus nach Europa zu wechseln.
Von 2004 bis 2012 spielte Perea bei Atlético Madrid. Er absolvierte über 300 Spiele für die Rojiblancos und feierte seine größten Erfolge mit ihnen.
Zur Saison 2012/13 wechselte Perea ablösefrei zum CD Cruz Azul.
Perea spielte 76 Mal im kolumbianischen Nationalteam.
Von August 2018 bis Juni 2019 war Perea Trainer des kolumbianischen Vereins Leones FC aus Itagüí.

## Titel und Erfolge
Atlético Madrid
- UI-Cup: 2007
- UEFA Europa League: 2010, 2012
- UEFA Supercup: 2010
- Trofeo Teresa Herrera: 2009
- Trofeo Colombino: 2011
- Copa México: 2013
- CONCACAF Champions League: 2013/14